# Pegguy Tabu
Pegguy Tabu Mabiki Zola, dit Pegguy Tabu, est un chanteur, musicien, producteur de musique et auteur-compositeur congolais, né en 1980 à Kinshasa,. Il est également le petit frère du rappeur Youssoupha.

## Biographie
Suivant les traces de son père, Pegguy Tabu est l’un des fils du célèbre musicien et icône de la musique congolaise Tabu Ley Rochereau. À l’âge de 12 ans déjà, il commence sa carrière musicale en Belgique et se fait remarquer grâce à son style vocal, ce qui fait qu'il soit compté parmi les espoirs du RnB dans le milieu européen francophone, précisément en France et en Belgique,.

## Carrière
Il entame sa carrière d’abord par l'initiation au clavier et la guitare, puis en tant que choriste dans son église et s'affiche plusieurs fois avec de nombreux grands noms de la scène de la France et la Belgique. Par cette voie, il développe encore sa sensibilité musicale,.
Il s'impose quelque temps après en tant que compositeur et réalisateur dans les milieux franco-belges, cela lui permet de collaborer avec plusieurs artistes de renoms dans ces milieux, entre autres, avec son propre frère et rappeur français Youssoupha, Lafouine, Booba, Diam's, Sefyu, Vitaa, Big ali, et autres,,...
En 2005, il s'affiche pour la première fois en tant que chanteur dans une collaboration avec la chanteuse française Kayliah sur le titre Belly dance. Puis, quelque temps après sur les titres Prêt pour le combat avec Disiz la peste, et fidèle à moi-même avec Sté Strausz,.
En 2012, il intègre l'orchestre de son père Tabu Ley, afin d'honorer la carrière de celui-ci. Il en devient quelque temps après le leader vocal du groupe et est surnommé : Prince Ley, pour la similarité de sa voix avec celle de son père . Apres cette expérience avec la musique congolaise, l'artiste se décide enfin de fusionner la musique urbaine qu'il fait, avec la rumba et d'autres styles musicaux congolais,, .
En 2016, Pegguy Tabu marque un grand pas de sa carrière musicale avec la sortie de son tout premier album intitulé Sans Tabou dans lequel on trouve des collaborations avec des grandes autres icônes de la musique congolaise, telles que : Papa Wemba dans Pardonner, et Koffi Olomide dans le remake de l'une de chansons emblématiques de son feu père Mokolo na ko kufa sorti en extrait de l'album,. Ce remake est fait à l'occasion de l'anniversaire de ce dernier, décédé en 2013.

## Distinctions
Grâce à ses collaborations, Pegguy Tabu compte dans son actif quatre disques d'or, deux disques de platine dont un pour l'album : "A fleur de toi" de la chanteuse française Vitaa et un autre pour l'album "Noir desir" de son frère, le rappeur français Youssoupha, et un disque de diamant pour l'album : "Ma bulle" de l'artiste française Diam's Mélanie,,,.

## Discographie

### Collaborations
- Belly dance (feat  Kayliah)
- Pret pour le combat (feat  Disiz la peste)
- Fidele à moi-même (feat  Sté Strausz)

### Albums
- 2016: 100 tabu[8]